# Il bambino di Scanno
Il bambino di Scanno, o Scanno Boy in inglese, è una celebre fotografia del 1957 scattata dal fotografo italiano Mario Giacomelli nel paese aquilano di Scanno.

## Descrizione
L'immagine ritrae quattro donne sfocate e vestite di nero in un'atmosfera fiabesca e quasi irreale, che camminano verso l'osservatore con un solo oggetto centrale messo a fuoco: un ragazzo che cammina con le mani in tasca. Il luogo di scatto è piazza Sant'Antonio, davanti alla chiesa. 
Nel 1964 la fotografia venne esposta da John Szarkowski nella famosa mostra al museo MoMa di New York dal titolo The photographer's Eye (catalogo edito nel 1966). Fu anche pubblicata in Looking at photographs. 100 pictures from the collection of the Museum of Modern Art New York sempre di John Szarkowski, nel 1973.